# Roque Laraia
Roque de Barros Laraia (Pouso Alegre, 15 de setembro de 1932) é um antropólogo brasileiro.

## Biografia
Concluiu seu bacharelado em história na Universidade Federal de Minas Gerais (UFMG), em 1959. Participou da primeira turma do curso de Especialização em Teoria e Pesquisa em Antropologia Social do Museu Nacional da Universidade Federal do Rio de Janeiro, em 1960, sob coordenação de  Roberto Cardoso de Oliveira, tendo como colegas Roberto da Matta, Alcida Rita Ramos, Edson Diniz, Hortência Caminha e Odília Benvenucci..  
Em 1969 transferiu-se para a Universidade de Brasília, onde dirigiu o Instituto de Ciências Humanas. Foi consagrado a professor titular em 1982. Obteve seu título de doutor em Sociologia, pela Universidade de São Paulo, em 1972, sob a orientação de Florestan Fernandes, com a tese intitulada Organização Social dos Tupí Contemporâneos. Entre 1977 e 1978 realizou pesquisas em nível de pós-doutorado na Universidade de Sussex.
É professor emérito da Universidade de Brasília, membro do Conselho Nacional de Imigração e do Conselho Consultivo do Instituto do Patrimônio Histórico e Artístico Nacional. É também membro de várias associações científicas do país e do exterior. Presidiu a Associação Brasileira de Antropologia (1990-92) e foi eleito presidente da Associação Nacional de Pós-Graduação e Pesquisa em Ciências Sociais (ANPOCS) em 2000. Integrou a primeira comissão coordenadora do Pronex e os comitês de assessores do CNPQ e da Capes. 
É também organizador da coletânea Organização Social (1969), do livro Cultura: um conceito antropológico, que recebeu inúmeras edições, e tem vários artigos publicados em revistas especializadas.

## Prêmios
- 2008 - Medalha de Honra conferida pela UFMG
- 2008 - Diploma de Honra conferido pela Fundação de Apoio a Pesquisa do Distrito Federal, pela contribuição ao desenvolvimento científico e tecnológico do Distrito Federal., Fundação de Apoio à Pesquisa do Distrito Federal.
- 2008 - Admitido na Ordem Nacional do Mérito do Trabalho, grau de Comendador, Ordem Nacional do Mérito do Trabalho.
- 2005 - Cidadão Honorário de Brasília, Câmara Legislativa do Distrito Federal.
- 2003 - Medalha Roquette Pinto, Associação Brasileira de Antropologia.[5]
- 2001 - Ordem Rio Branco, no grau de Oficial, Instituto Rio Branco.
- 1998 - Comendador, Admitido por Decreto Presidencial de 20 de março de 1998, na Ordem Nacional do Mérito Científico.
- 1992 - Professor Emérito, Universidade de Brasília, Conselho Universitário.[6]

## Pesquisas de campo
Entre os índios:
- Suruí
- Akuáwa-Asurini
- Kamayurá
- Urubu-Kaapor

## Escritos
Livros e coletâneas
- Organização Social. Rio de Janeiro: Zahar Editores, 1969.
- Índios e castanheiros (com Roberto da Matta). Rio de Janeiro: Paz e Terra, 1979.
- Cultura: um conceito antropológico. 1a. edição. Rio de Janeiro: Jorge Zahar, 1986. ISBN 9788585061579
- Tupi, índios do Brasil atual.  São Paulo: FFLCH-USP, 1987
- Los indios de Brasil. Madrid: Ediciones Mapfre, 1993.

Entrevistas concedidas
- Roque de Barros Laraia - Entre a Antropologia e o Indigenismo: Reflexões sobre uma Trajetória. Campos - Revista de Antropologia Social, v. 1, n.1, 2001.[2]
- Roque de Barros Laraia (depoimento, 2008). Rio de Janeiro, CPDOC/Fundação Getulio Vargas (FGV), (1h 17min)[7]
- Entrevista com Roque de Barros Laraia. Habitus, v. 14, n.2, 2016.[8]